# Илия Лещаров
Илия Костов Лещаров е български кмет по времето на българското управление в Македония през Втората световна война.

## Биография
Роден е на 23 юни 1913 година в Охрид, тогава окупиран от Кралство Сърбия по време на Балканската война. Баща му Коста и майка му Флора са видни български дейци от Македония. Завършва VII клас, след това постъпва в интендантско военно училище в Белград от 1934 до 1937 година. Работи като офицер в интендантското отделение в Битоля от 1937 до 1941 година. Женен е за Любица Петрева Георгиева от град Битоля.
По време на освобождението на Вардарска Македония през Втората световна война е кмет на Старо Лагово от 4 октомври 1941 година до 26 декември 1943 година.
Взема лично участие при завързалата се престрелка срещу комунистическия партизански отряд „Гьорче Петров“, появил се в манастира „Свети Никола“ в Прилепец на 20 декември 1942 година, за което му е изказана похвала и благодарност със заповед номер 387 от 23 декември 1942 година.
Флора Костова Лещерова през 1952 година подава молба за пенсия в Социалистическа република Македония.